# Mokhotlong
Koordinaten: 29° 17′ S, 29° 5′ O
Mokhotlong ist die Hauptstadt des Distrikts Mokhotlong in Lesotho. Sie liegt im gebirgigen Osten Lesothos in der Nähe des gleichnamigen Flusses in 2200 Meter Höhe über dem Meeresspiegel. Der Name bedeutet Ort des Glattnackenrapps.

## Geschichte
Mokhotlong wurde 1905 als Siedlung um einen Polizeiposten gegründet. Lange war der Ort für seine Abgeschiedenheit bekannt. Erst 1948 gab es die ersten planmäßigen Flüge von Maseru nach Mokhotlong. Bis dahin wurde der Ort durch Eselskarawanen über den Sanipass versorgt. Im Jahr 2016 hatte die Stadt 12.940 Einwohner und war damit die kleinste Distrikthauptstadt des Landes.

## Infrastruktur

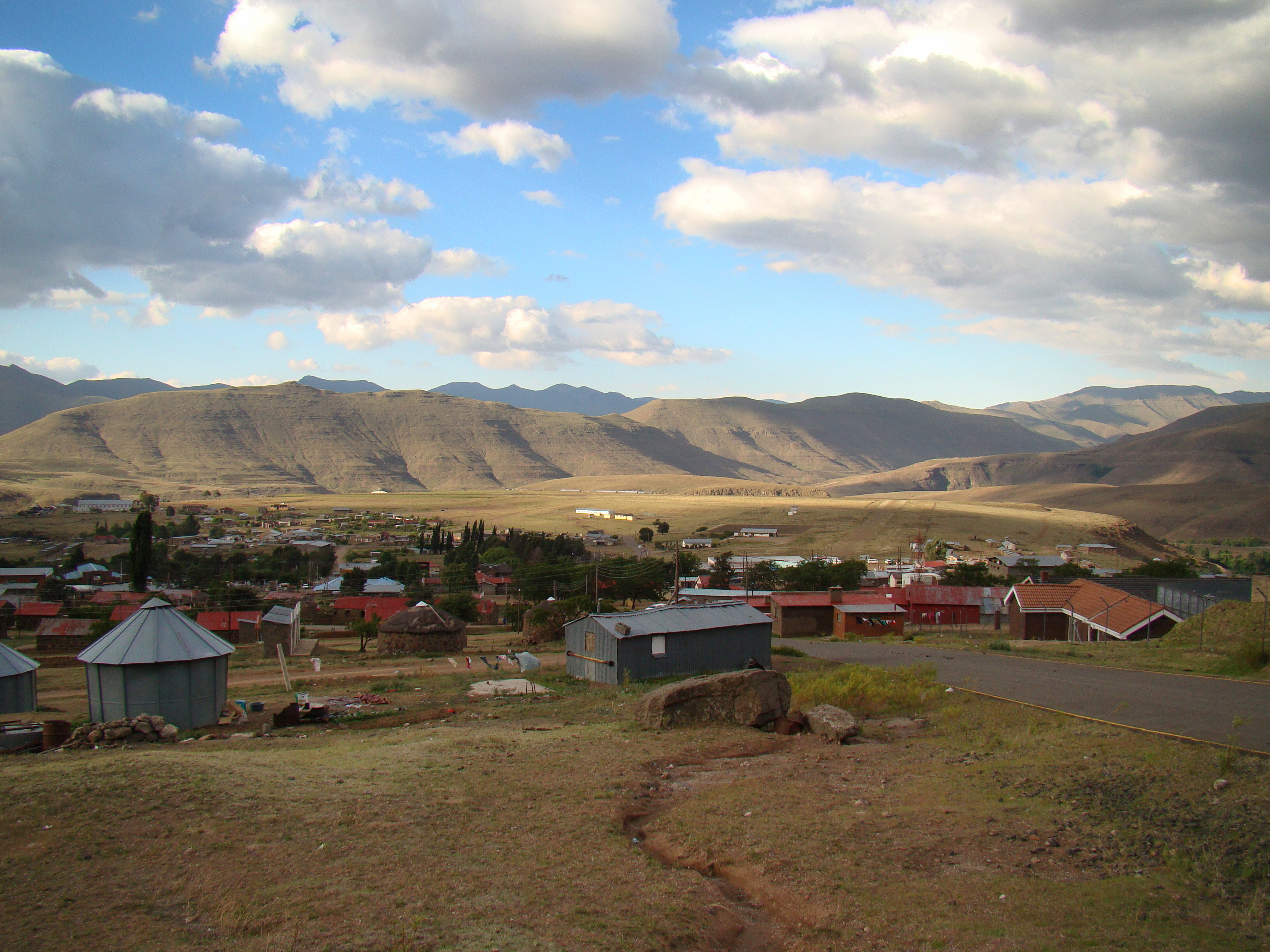
Zentrum Mokhotlongs mit Blick zum Flugplatz

Heute weist die Stadt ein Krankenhaus, ein Hotel sowie administrative Einrichtungen auf.

### Verkehr
Der Verkehr Richtung Maseru erfolgt per Flugzeug, Bus oder Auto. Die Straßenverbindung verläuft in einem nördlichen Bogen über Butha-Buthe. Der Sanipass kann ebenfalls auf der Straße erreicht werden.